# IC 1967
IC 1967 — галактика типу S? (спіральна галактика) у сузір'ї Телець.
Цей об'єкт міститься в оригінальній редакції індексного каталогу.